# Thomas Knapp
Thomas Knapp (* 28. März 1959 in Ludwigsburg) ist ein deutscher Politiker (SPD).

## Leben und Beruf
Nach dem Abitur in Pforzheim studierte Knapp bis zum Jahr 1989 Maschinenbau an der Fachhochschule für Technik Esslingen. Danach war er sechs Jahre lang als Versuchsingenieur bei Porsche angestellt. Im Jahr 1995 machte er sich mit der Unomondo Knapp selbstständig. Thomas Knapp ist in zweiter Ehe mit Patricia Knapp verheiratet und hat aus seiner ersten Ehe zwei erwachsene Söhne.

## Politik
Im Jahr 1994 trat Knapp in die SPD ein. Im gleichen Jahr wurde er in den Gemeinderat von Mühlacker gewählt, dem er bis zum Jahr 2002 angehörte. Ab 1996 war er dort Vorsitzender der SPD-Fraktion. Seit 2009 gehört er erneut dem Gemeinderat der Stadt Mühlacker an. Ferner ist er seit 1999 Mitglied des Kreistags des Enzkreises und der Verbandsversammlung des Regionalverband Nordschwarzwald. In den Jahren 2001 bis 2011 gehörte Knapp dem Landtag von Baden-Württemberg an. Er vertrat dort den Wahlkreis Enz und war energiepolitischer Sprecher der SPD-Fraktion. Thomas Knapp war Mitglied im Wirtschaftsausschuss sowie im Umweltausschuss des baden-württembergischen Landtags. Bei den Landtagswahlen 2011 und 2016 trat er erneut im Wahlkreis Enz an, verfehlte jedoch den Wiedereinzug in den Landtag.
Thomas Knapp war von Januar 1999 bis November 2008 Kreisvorsitzender der SPD im Enzkreis.
Im Zuge der umstrittenen Trauerrede, die der damalige baden-württembergische Ministerpräsident Günther Oettinger im Jahr 2007 anlässlich des Todes von Hans Filbinger hielt, erlangte Thomas Knapp bundesweites Aufsehen.
Knapp hatte den damaligen Vorsitzenden der CDU-Landtagsfraktion, Stefan Mappus, am 2. Mai auf einer Kreisdelegiertenkonferenz des SPD-Kreisverbandes Enzkreis in Keltern-Ellmendingen, im Zusammenhang mit der Rolle der CDU in der Affäre um Oettingers Trauerrede für Hans Filbinger und den Vorgängen rund um das Studienzentrum Weikersheim kritisiert. Er sprach unter anderem von „brauner Soße“ in den Köpfen einiger CDU-Politiker. Ferner hatte er gesagt, Mappus fische am rechten Rand und „wäre die Erde eine Scheibe, würde Mappus über den Rand fallen, so weit rechtsaußen steht er schon“.
Stefan Mappus versuchte daraufhin auf zivilrechtlichem Weg diese Aussagen verbieten zu lassen, scheiterte mit seinem Antrag auf einstweilige Verfügung jedoch am 31. Mai 2007 vor dem Landgericht Karlsruhe.